# Tyler van Gelder
Tyler van Gelder (Amsterdam) is een Nederlands vlakwaterkanoër. Hij is lid van de Kanovereniging Viking uit Amsterdam. Voor deze vereniging behaalde hij in 2009 en 2010 het Nederlands kampioenschap in de viermanskano (K4). Tevens behaalde hij verschillende keren de tweede plaats in de tweemanskano (K2).
In 2005 werd hij al Nederlands kampioen bij de junioren in de disciplines K2 (200m) en K4 (3000m). In het voorjaar van 2011 begon Van Gelder met het beoefenen van kanopolo. Daarnaast is hij in Nederland pionier in het waveskiën.